# Limnophora marriotti
Limnophora marriotti är en tvåvingeart som beskrevs av Zielke 1971. Limnophora marriotti ingår i släktet Limnophora och familjen husflugor. Inga underarter finns listade i Catalogue of Life.